# Osleidys Menéndez
Osleidys Menéndez (ur. 14 listopada 1979 w Matanzas) – kubańska lekkoatletka, oszczepniczka, była rekordzistka świata.
Menéndez już jako 14-letnia juniorka rzucała oszczepem na odległość 54 m. W latach 90. XX wieku sięgnęła dwukrotnie po tytuł mistrzyni świata juniorów (w 1996 i 1998). Po raz pierwszy wystąpiła na ważnych międzynarodowych zawodach podczas mistrzostw świata w 1997, gdzie zajęła 7. miejsce. Na kolejnych mistrzostwach świata w Edmonton w 1999 zajęła miejsce tuż za podium.
W następnym roku na Igrzyskach Olimpijskich w Sydney zdobyła brązowy medal, rok później zaś podczas mistrzostw świata nie miała sobie równych: zdobyła złoty medal i pobiła rekord świata wynikiem 71,54 m. Kolejne mistrzostwa świata Menéndez musiała zaliczyć do nieudanych, zajmując dopiero 5. miejsce.
Za to z kolejnych ważnych imprez wracała już z tytułami mistrzowskimi. W Atenach na Igrzyskach Olimpijskich w 2004 rzuciła oszczepem na odległość 71,53 m, czyli 1 cm krócej od rekordu świata. Na mistrzostwach świata już w pierwszym rzucie pobiła ponownie rekord świata wynikiem 71,70 m. Ma ona w swoim dorobku kilka zwycięstw w innych ważnych imprezach międzynarodowych :
- Letnia Uniwersjada 2001 (Pekin)
- Puchar Świata w Lekkoatletyce 2002 (Madryt)
- Światowy Finał IAAF 2004 (Monako)
- Światowy Finał IAAF 2005 (Monako)

W 2008 roku na igrzyskach olimpijskich w Pekinie zajęła 5. miejsce z wynikiem 63,35 m.
Rekord Menéndez poprawiła dopiero Czeszka Barbora Špotáková rzucając 13 września 2008 na odległość 72,28 m, czyli ponad pół metra dalej niż rekordowy wynik Kubanki. Menéndez jest jednak wciąż rekordzistką Ameryki Północnej oraz posiadaczką drugiego, czwartego oraz piątego wyniku w historii rzutu oszczepem.

## Rekordy życiowe
| Konkurencja | Data             | Miejsce  | Odległość |
| ----------- | ---------------- | -------- | --------- |
| Oszczep     | 14 sierpnia 2005 | Helsinki | 71,70 m   |